# Red Cold River
«Red Cold River» —en español: «Río rojo frío»—  es una canción de la banda estadounidense de Metal alternativo Breaking Benjamin. La canción fue publicada el 4 de enero de 2018 como el primer sencillo de su próximo sexto álbum de la banda, Ember.
A partir de febrero de 2018, la canción alcanzó el número 9 en la lista Billboard Mainstream Rock Songs.

## Antecedentes
"Red Cold River" se anunció por primera vez como el sencillo principal del sexto álbum de estudio de la banda Ember, en diciembre de 2017. Se lanzó un corto clip de la canción el 1 de enero de 2018, mientras la canción completa más tarde se lanzó oficialmente el 5 de enero de 2018.

## Video musical
Un video musical fue lanzado el 18 de enero de 2018, presentando imágenes alternadas de la actuación de la banda, y escenas de un padre angustiado que encuentra a su hija desaparecida muerta cerca de un arroyo. El hombre conoce a una nativa americana mujer que le ayuda a ver una visión del hombre que mató a su hija y fue parte del equipo de búsqueda. El hombre se transforma en un monstruo, persigue al hombre y lo golpea casi hasta la muerte, pero se detiene al ver al ángel de su hija fallecida.

## Posicionamiento en lista
| Lista (2018)                                  | Posiciones |
| --------------------------------------------- | ---------- |
| US Bubbling Under Hot 100 Singles (Billboard) | 5          |
| US Mainstream Rock (Billboard)                | 9          |
| US Hot Rock Songs (Billboard)                 | 5          |

## Personal
- Benjamin Burnley: vocalista y Guitarra rítmica,
- Jasen Rauch: guitarra principal,
- Keith Wallen: guitarra rítmica, coros
- Aaron Bruch: bajo, coros
- Shaun Foist: Batería, percusión